# Lee Majors
Lee Majors, geboren als Harvey Lee Yeary (Wyandotte (Michigan), 23 april 1939) is een Amerikaanse acteur.
Hij is vooral bekend om zijn rollen in televisieseries, films en komedies. Hij was de ster in vier langlopende ABC televisieseries (waaronder The Six Million Dollar Man, The Fall Guy en Tour of Duty) in zijn veertig jaar durende carrière.
In Nederland en België (Vlaanderen) is hij vooral bekend om zijn rol als kolonel en astronaut Steve Austin in de hitserie De Man van Zes Miljoen (The Six Million Dollar Man), die op de Amerikaanse televisie door ABC werd uitgezonden tussen 1974 en 1978. In die serie is hij een astronaut die na een vreselijk ongeval bijna dood is. Hij wordt herbouwd met moderne technologie die 'bionica' (cybernetica) wordt genoemd. De gehele 'herbouw' inclusief 'onderdelen' kost bij elkaar zes miljoen dollar waarmee de titel van de serie is verklaard. In Nederland werd de serie van maandag 7 oktober 1974 tot en met donderdag 8 februari 1979 door de TROS uitgezonden en liep vrijwel gelijk met de VS.
Na dit succes heeft hij de hoofdrol als stuntman gespeeld in de serie The Fall Guy, waarvan in Nederland enkele afleveringen uit het eerste seizoen eveneens door de TROS werden uitgezonden in 1981. In de VS en op de Belgische (Vlaamse) en Duitse televisie werd de volledige serie uitgezonden tussen 1981 en 1986.
Majors speelde in het derde en laatste seizoen van de hitserie Tour of Duty (1990) in de laatste vijf afleveringen de rol van Pop Scarlet. In Nederland werd de serie tussen 1990 en 1993 op televisie uitgezonden op Nederland 2 door het publieke Veronica. In 1992 had hij een belangrijke rol in de kortstondige serie Raven.

## Persoonlijk
Majors was getrouwd met:
- Kathy Robinson (gehuwd in 1961, gescheiden in 1964); één zoon, acteur Lee Majors II
- Farrah Fawcett, actrice (gehuwd 28 juli 1973, uit elkaar in 1979 en gescheiden op 16 februari 1982); gedurende de eerste zes jaar van hun huwelijk stond ze op de filmrol als Farrah Fawcett-Majors. In 1976 maakte het koppel televisiegeschiedenis door gelijktijdig op te treden in twee verschillende top televisieseries (De Man van zes miljoen en Charlie's Angels). Na hun scheiding zei Fawcett: "If he's the six million dollar man, I'm the ten billion dollar woman." (Als hij de man van zes miljoen dollar is dan ben ik de vrouw van tien miljard dollar).
- Playmate Karen Velez (gehuwd in 1984, gescheiden in 1994); één dochter Nikki Loren en een tweeling Dane Luke and Trey Kulley
- Faith Noelle Cross, een actrice en model, die hij op 1 november 2002 huwde.

- Bibliothèque nationale de France: cb139823859 (data)
- Gemeinsame Normdatei: 134453182
- International Standard Name Identifier: 0000 0001 1474 6434
- Library of Congress Control Number: n77007644
- MusicBrainz: 46d330a9-b370-4872-bf89-4524dc82bbea
- SNAC: w64g0fvg
- Virtual International Authority File: 71586640
- WorldCat: E39PBJp9wgdC4XrGQRHbyb4pfq